# 나티오날리가 A
나티오날리가 A(독일어: Nationalliga A, NLA)는 1981년에 창설되었다. 총 7개 팀이 참가하며 매년 25경기 씩 리그가 진행한다. 4월에 시즌이 시작해 8월에 종료 한다. 4팀이 플레이오프에 진출하며 1위와 4위 , 2위와 3위간의 5전 3선승으로 진행해 최종 승자가 챔피언 자리를 놓고 경쟁한다.
Zürich Challengers가 첫 번째 리그의 첫 타이틀을 획득 했지만 점차 야구 저변이 국가와 클럽 전반에 걸쳐 확산되어 Bern 또는 Therwil가 리그에서 여러 번 우승한다.

## 역사
1870년 스위스의 취리히 지방을 여행하던 세 명의 미국 젊은이가 취리히 청년들과 함께 팀을 조직하고, 규칙과 기술 등을 전파했다. 그리고 그 해 6월 야구 경기를 처음 치렀는데 당시 취리히 사람들은 처음 보는 ‘신종 게임’에 흥미를 느끼기 시작했고 급기야 경기가 열릴 때마다 수많은 관중을 몰고 다녔다고 한다. 스위스의 한 일간 신문은 취리히에서 열린 첫 경기의 박스 스코어 사진을 발굴해 게재하기도 했는데 자료에 따르면 데커팀이 브레타워팀을 35대 13으로 눌렀으며 6이닝까지 경기가 진행됐다. 그러나 갑작스럽게 스위스 야구가 소멸된 이유는 날씨를 비롯해 두 차례에 걸친 세계대전의 영향이 있다는 분석이다.

## 출전 팀
- Zürich Barracudas
- Therwil Flyers
- Zürich Challengers
- Luzern Eagles
- Bern Cardinals
- Wil Devils
- Sissach Frogs

## 역대 우승팀
| - 1982년: Zürich Challengers - 1983년: Zürich Challengers - 1984년: Lugano Ceresio - 1985년: Zürich Lions - 1986년: Zürich Challengers - 1987년: Zürich Lions - 1988년: Therwil Flyers - 1989년: Zürich Lions - 1990년: Geneva Hound Dogs - 1991년: Therwil Flyers - 1992년: Therwil Flyers - 1993년: Therwil Flyers - 1994년: Therwil Flyers - 1995년: Therwil Flyers - 1996년: Zürich Barracudas - 1997년: Zürich Barracudas - 1998년: Zürich Challengers - 1999년: Zürich Challengers - 2000년: Zürich Challengers | - 2001년: Bern Cardinals - 2002년: Zürich Challengers - 2003년: Therwil Flyers - 2004년: Zürich Challengers - 2005년: Bern Cardinals - 2006년: Bern Cardinals - 2007년: Bern Cardinals - 2008년: Bern Cardinals - 2009년: Therwil Flyers - 2010년: Bern Cardinals - 2011년: Bern Cardinals - 2012년: Bern Cardinals - 2013년: Bern Cardinals - 2014년: Therwil Flyers - 2015년: Zürich Barracudas - 2016년: Therwil Flyers - 2017년: Therwil Flyers - 2018년: Zürich Challengers - 2019년: Therwil Flyers |

## 같이 보기
- 유럽 야구 연맹